# زلزال العقبة 1995
زلزال العقبة أو زلزال مدينة حقل  هو زلزال حدث في منطقة تبوك , المملكة العربية السعودية عند الساعة السابعة وخمس عشرة دقيقة و 6 ثوان صباح يوم الأربعاء بتاريخ 29 جمادى الآخرة من سنة 1416 هـ الموافق 22 نوفمبر 1995 م  بالقرب من مدينة حقل على سواحل خليج العقبة.
بلغت قوة الزلزال 7.2 ريختر مركزه بمدينة حقل , منطقة تبوك  وامتد تأثيره وارتداداته إلى المناطق كمنطقة المدينة المنورة والدول المحيطة كـ مصر و‌الأردن و‌فلسطين كما شعر به سكان لبنان و‌سوريا وجزيرة قبرص.

## مركز الزلزال
وقع الزلزال على عمق 10 كلم قبالة شواطىء جنوب مدينة حقل , السعودية داخل مياه البحر .

## الخسائر
كانت مدينة تبوك أقل تأثراً بالهزات الأرضية من المدن السعودية الأخرى كمدينة حقل والبدع ومركز الدرة والشرف .
وتسبب الزلزال في إصابة بعض مباني تلك المدن بالتصدعات والتشققات وطال ذلك مبنى المطار, ولم تحدث انهيارات باستثناء تعرض قلعة تبوك لسقوط جزء منها صباح يوم الأربعاء والذي وافق أولى الهزات الأرضية وأقواها، أما مدينة حقل فتعرض مبنى الجمرك في منفذ الدرة للانهيار وتعرضت بعض المباني للتصدعات والتشققات الخفيفة.
سجلت مستشفيات منطقة تبوك 4 حالات (هلع نفسي), ونتج عنها وفاة طفل سعودي يبلغ من العمر 6 سنوات في محافظة البدع أثر سقوط جدار المنزل عليه, ووفاة مقيم آسيوي يبلغ من العمر 31 عاماً في محافظة حقل متأثراً من إصابة بالرأس جراء سقوط (طوبة) فوق رأسه تزن خمسة كيلو جرامات، فضلاً عن إصابة امرأتين بجراح خفيفة, و 20 شخصاً أصيبوا بإصابات خفيفة نتيجة تدافعهم للخروج من المنازل.

## ارتدادات الزلزال
قدّر مختصّون عدد الهِزات الارتدادية للزلزال بحوالي 3 آلاف هزة، منها 90 هزة محسوسة فقط واستمرت لثلاثة أشهر.
كما ذكر الباحث في تاريخ منطقة تبوك عبد الله بن ناصر العمراني أن الهزة الرئيسية أعقبها المئات من التوابع الزلزالية الصغيرة وحوالي 58 هزة قوية نسبياً بقوة تزيد عن 3 درجات على مقياس ريختر, ووصلت قوة القليل منها إلى 5,7 واستمرت أجهزة الرصد في تسجيل توابع الزلزال حتى أواخر يناير عام 1996 م , وتم الإبلاغ عن حدوث ارتفاع متوسط للأمواج في مياه خليج العقبة (تسونامي).

## التعويضات
أصدر خادم الحرمين الشريفين الملك فهد بن عبدالعزيز أمره الكريم بسرعة تعويض المواطنين الذين تضررت بيوتهم ومحلاتهم في منطقة تبوك من جراء الهزة الأرضية , وقد تم تعويضهم عن ذلك في اليوم الثاني من حادثة الزلزال , وقال سمو أمير منطقة تبوك إن الملك فهد رحمه الله أمرني بأن أنقل تعازيه لأسرة الطفل المتوفى في مدينة البدع وأسرة المتوفى الباكستاني الجنسية في مدينة حقل .